# Poggio Torriana
Poggio Torriana (E Póz (Poggio Berni) Scurghèda (Torriana) in romagnolo) è un comune italiano sparso di 5 112 abitanti della provincia di Rimini in Emilia-Romagna.
È stato istituito il 1º gennaio 2014 dalla fusione dei comuni di Poggio Berni e Torriana. Questi ultimi sono divenuti municipi ai sensi dell'art. 28 dello statuto comunale. La sede del comune sparso di Poggio Torriana si trova a Poggio Berni.

## Storia
Le amministrazioni comunali di Poggio Berni e di Torriana hanno ritenuto opportuno effettuare, nel corso dell'anno 2013, un'analisi in ordine alla fattibilità di una possibile fusione tra di esse. I motivi principali erano diminuire le spese amministrative, migliorare l'efficienza dei servizi e ottenere un comune che non fosse più considerato come "piccolo", cioè con popolazione inferiore ai 5 000 abitanti, categoria che attualmente rappresenta il 70,46% dei comuni su base nazionale e il 45,40% su base regionale. In ambito provinciale, Poggio Berni era il 14º comune per popolazione, dopo Monte Colombo, mentre Torriana era il 21º posto. Poggio Torriana si sarebbe collocato nella classifica provinciale al 13º posto, a ridosso di San Clemente.
Il 6 ottobre 2013 si è svolto un referendum consultivo col quale i cittadini hanno votato, sia per il "sì" o per il "no" alla fusione, sia per il nome che avrebbe assunto il nuovo comune. Con larghe maggioranze, il referendum ha avuto esito favorevole e il nome scelto è stato Poggio Torriana.
Poggio Torriana è ufficialmente operativo dal 1º gennaio 2014.

### Simboli
Lo stemma e il gonfalone del comune sono stati concessi con decreto del presidente della Repubblica del 23 febbraio 2015.
Nello scudo sono riuniti gli emblemi di Poggio Berni (san Giorgio che uccide il drago) e di Torriana (le torri e la cinta muraria).
Il gonfalone è un drappo di bianco con la bordatura di rosso.

## Società

### Evoluzione demografica
Abitanti censiti

## Amministrazione
| Periodo | Periodo   | Primo cittadino      | Partito      | Carica                  | Note |
| ------- | --------- | -------------------- | ------------ | ----------------------- | ---- |
| 2014    | 2014      | Giuseppe Mario Puzzo |              | commissario prefettizio |      |
| 2014    | 2019      | Daniele Amati        | lista civica | sindaco                 |      |
| 2019    | in carica | Ronny Raggini        | lista civica | sindaco                 |      |